# Marina Abramović

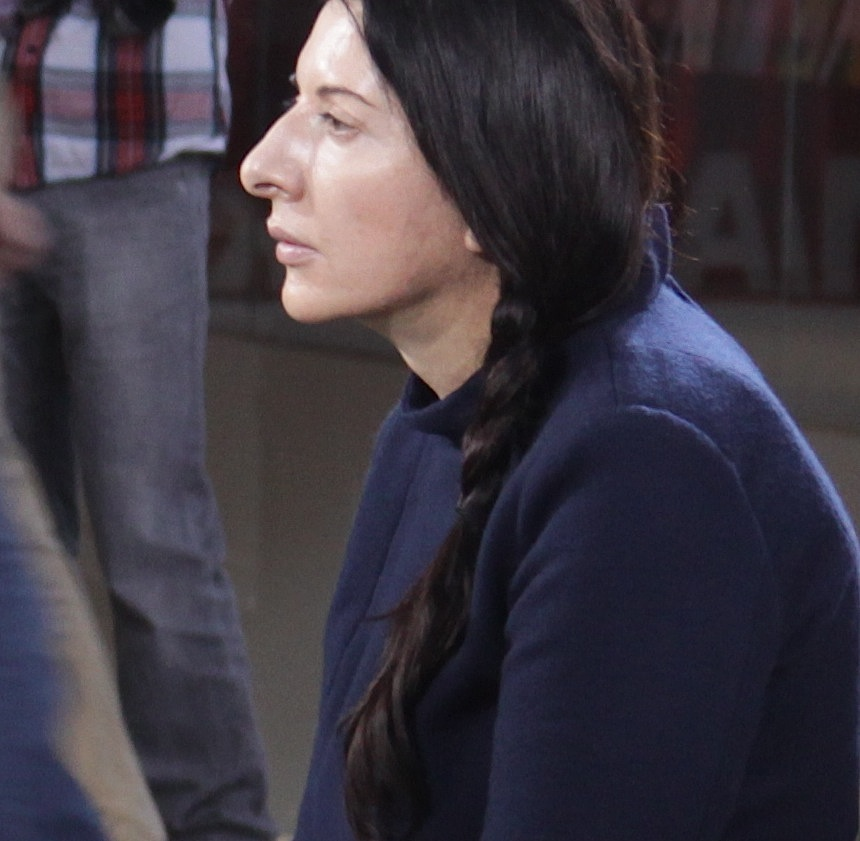
Marina Abramović bei ihrer Performance The Artist is present im Museum of Modern Art, 2010

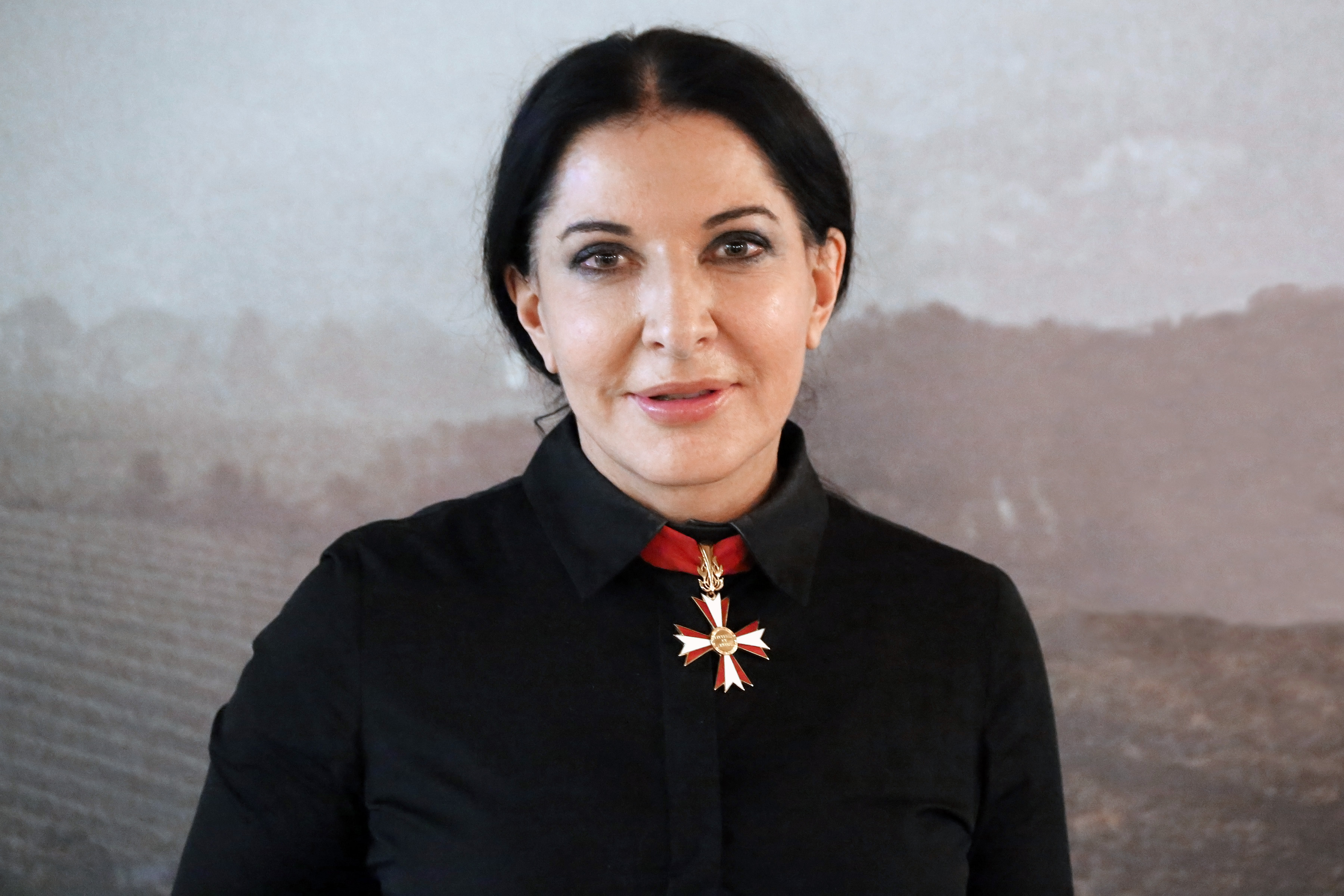
Marina Abramović, mit dem Österreichischen Ehrenzeichen für Wissenschaft und Kunst, Wien, 2012

Marina Abramović (serbisch-kyrillisch Марина Абрамовић; * 30. November 1946 in Belgrad, damals Jugoslawien) ist eine serbische Performance- und Konzeptkünstlerin. Sie gilt als eine der wichtigsten Vertreterinnen der Performancekunst und Body-Art. Laut der Einschätzung von Philipp Meier ist sie die berühmteste Performancekünstlerin der Welt. Der Schmerz sei zur Grundkonstante in Abramovićs Kunst geworden.

## Leben

### Herkunft und Kindheit
Ihre Eltern waren Tito-Partisanen, die Mutter war Majorin der Jugoslawischen Volksarmee.
Ihr Großonkel Varnava Rosić war von 1930 bis 1937 Patriarch der Serbisch-Orthodoxen Kirche.
Der Vater war laut Aussage seiner Tochter ein „Nationalheld“, tatsächlich gibt es jedoch keine Hinweise darauf, dass der Vater eine nationale Berühmtheit in Serbien gewesen wäre. Auch an seinem Wohnhaus in Belgrad erinnert keine Gedenktafel, wie bei Nationalhelden in Serbien sonst üblich, an den Vater. Abramovićs Bruder Velimir, der in Belgrad lebt, bekundete in Interviews mehrfach, seine Schwester habe sich dessen Rolle als Nationalheld nur ausgedacht, weil sie ihn gerne so sehen wolle.

### Beruflicher Werdegang
Abramović studierte von 1965 bis 1970 in Belgrad Malerei an der Akademie der Bildenden Künste. Ab 1968 veröffentlichte sie Texte, Zeichnungen und konzeptuelle Arbeiten, ab 1973 zeigte sie künstlerische Performances. Während der 1970er Jahre lehrte sie an der Akademie der Bildenden Künste in Novi Sad, 1975 wirkte sie in einer Aufführung von Hermann Nitsch mit. In Tübingen spricht Abramović 1976 unter dem Titel Freeing the Memory über 50 Minuten lang in der Galerie Dacic auf Serbisch alles unmittelbar aus, was ihr in den Sinn kommt, bis ihr nichts mehr einfällt. Eine frühe physische und emotionale Befreiungsaktion für Stimme, Gedächtnis und Gehirn. Im Wintersemester 2022/23 übernahm Abramovic die erste Pina-Bausch-Professur an der Folkwang Universität der Künste in Essen.

### Partnerschaften – künstlerisch und privat

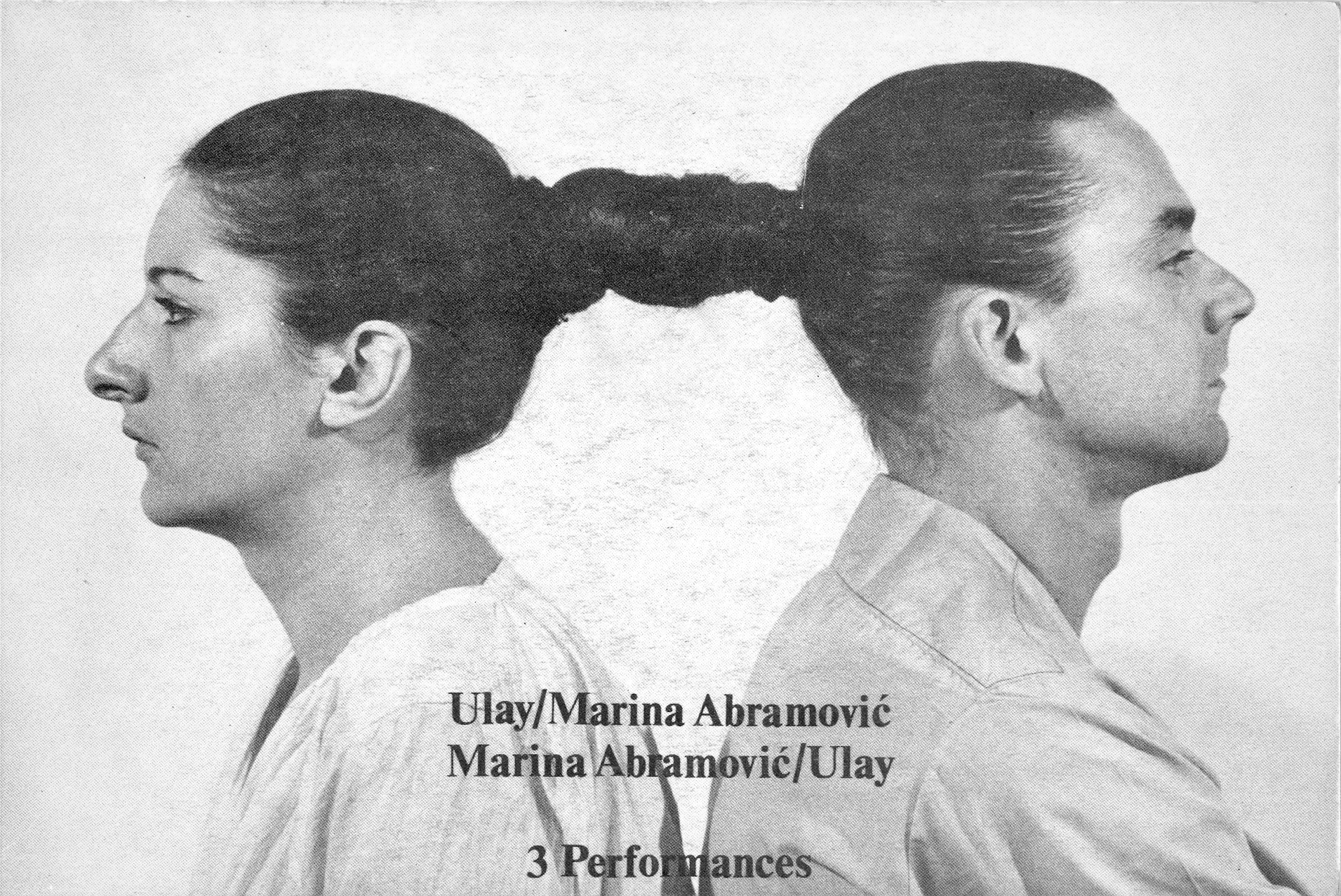
Marina Abramović und Ulay (Uwe Laysiepen) 1978

Ab 1976 arbeitete sie mit ihrem Lebensgefährten Ulay zusammen. 1988 trennten sich die beiden mit ihrer Performance auf der Chinesischen Mauer: Nach einem Marsch von jeweils 2500 Kilometern trafen sie sich 1988, um sich voneinander zu verabschieden und privat und künstlerisch zukünftig getrennte Wege zu gehen.
2010 fand Abramovićs Dauer-Performance The Artist is Present im Museum of Modern Art statt. Die Künstlerin saß drei Monate lang Tag für Tag auf einem Stuhl, um 1565 Besuchern in die Augen zu blicken. Eines Tages nahm Ulay ihr gegenüber Platz, „[d]ie beiden blickten sich an, Marina Abramović liefen die Tränen über das wächserne Gesicht. Sie reichte ihrem einstigen Partner die Hände. Es war ein sehr emotionaler Moment.“
2015 brachte Ulay Abramović wegen der Verletzung von Urheberrechten in Amsterdam vor Gericht. Ulay beschuldigte Abramović, die gemeinsam geschaffenen Werke zu sehr für sich zu beanspruchen. 2016 fällte das Gericht ein Urteil zugunsten von Ulay. Danach musste Abramović 300.000 Euro an Ulay für die Verwertung der gemeinsamen Arbeiten zahlen. 2017 versöhnten sich die beiden Künstler im Rahmen von Abramovićs Ausstellung im Louisiana bei Kopenhagen.
Von 2005 bis 2009 war sie mit dem italienischen Bildhauer Paolo Canevari (* 1963) verheiratet.

### Professuren an französischen und deutschen Universitäten
Von 1990 bis 1991 hatte Abramović eine Gastprofessur an der Académie des Beaux-Arts in Paris und an der Hochschule der Künste in Berlin. Von 1992 bis 1996 war sie Professorin an der Hochschule für bildende Künste Hamburg, von 1997 bis 2004 Professorin für Performance an der Hochschule für Bildende Künste Braunschweig.
Im Akademischen Jahr 2022/2023 nahm sie an der Folkwang-Universität der Künste die Pina Bausch Gastprofessur mit einem Free Interdisciplinary Performance Laboratory wahr.

### Leben in den USA
Später gründete sie in New York die Independent Performance Group (IPG), ein Forum für aktuelle Performancekunst, um mit begabten jungen Künstlern und Künstlerinnen zusammenzuarbeiten. Abramović lebte ab 1975 in Amsterdam, wo sie 1987 ein Haus kaufte, verbrachte aber mehr Zeit auf Reisen und Ausstellungen. Im Herbst 2005 zog sie nach New York. In Hudson kaufte sie 2008 ein großes Theater, den späteren Sitz des Marina Abramović Institute (MAI). 2007 wurde die Independent Performance Group aufgelöst und Abramović gründete die Marina Abramovic Foundation for Preservation of Performance Art. 2012 wurde sie in die Wettbewerbsjury der 69. Internationalen Filmfestspiele von Venedig berufen.

## Werk

Balkan Baroque, 1997

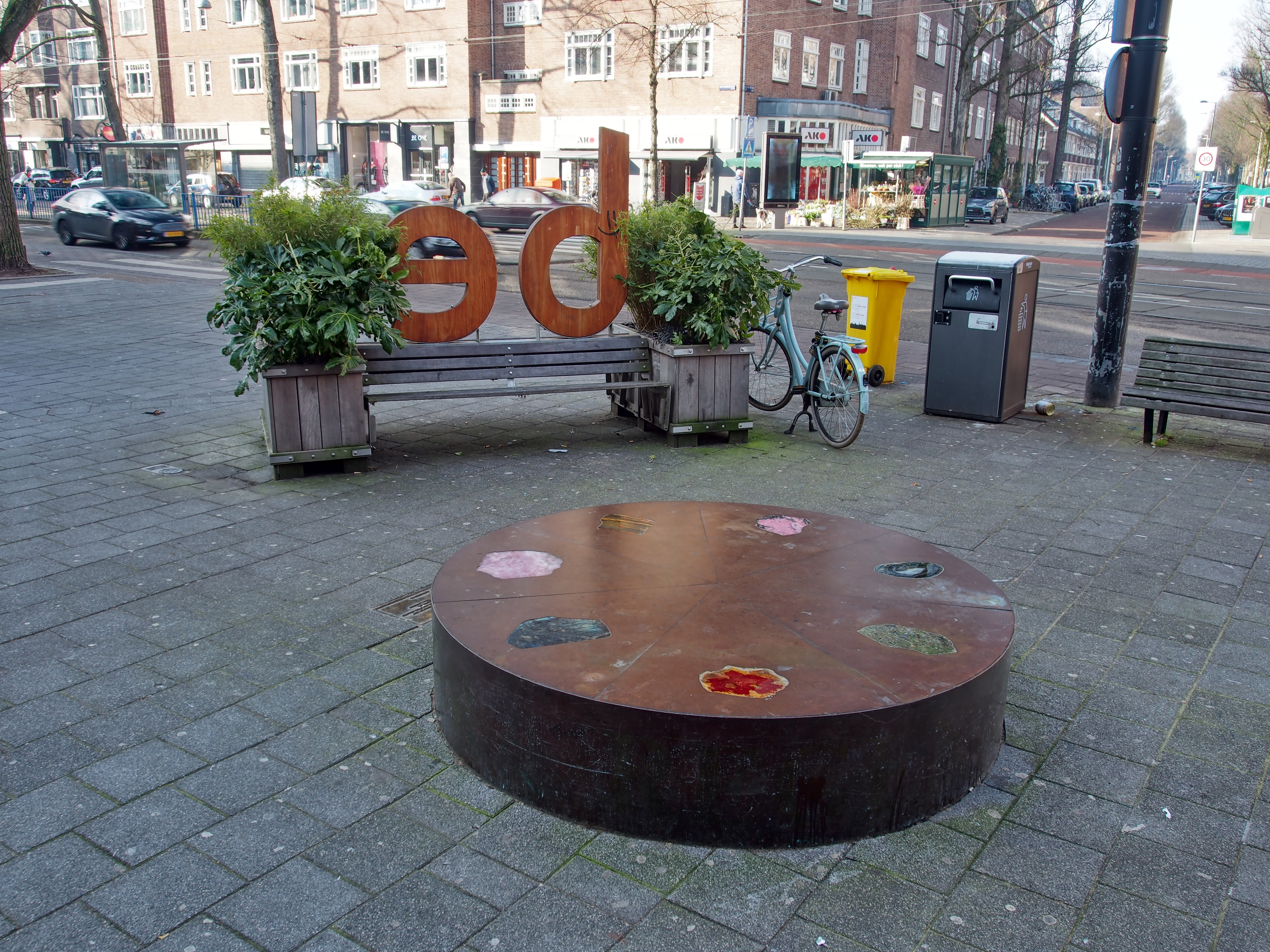
The Regenerator, Kreuzung Beethovenstraat und Gerrit van der Veenstraat, Amsterdam, 2001

Nach frühen existenziellen Performances zu Grenzbereichen des Körpers, die immer wieder mit Risiken operierten (zum Beispiel Rhythm 0), begannen die Zusammenarbeit und die gemeinsamen Performances mit Ulay, mit dem sie nomadisch lebte. Zeitweise lebten sie bei Aborigines und bei Tibetern. Sie trennten sich in Form einer dreimonatigen Performance auf der Chinesischen Mauer. Seitdem arbeitet Marina Abramović verstärkt objektbezogen.
Sie war Teilnehmerin an der documenta 6 (1977), der documenta 7 (1982) und der documenta IX (1992).
1984 nahm sie an der Gruppenausstellung Von hier aus – Zwei Monate neue deutsche Kunst in Düsseldorf teil.
1997 erhielt sie den Goldenen Löwen der Biennale in Venedig für ihre Videoperformance-Installation Balkan Baroque, die im jugoslawischen Pavillon der Biennale stattfand und auf die serbisch-montenegrinische Abstammung der Künstlerin und den Balkankonflikt Bezug nimmt. Neben einem Triptychon aus Videoprojektionen war Abramović dort jeden Tag mehrere Stunden damit beschäftigt, einen Berg frischer Rinderknochen mit einer Bürste zu reinigen, während sie Totenlieder aus ihrer Heimat sang.
Für die Arbeit Human Nests (2001) schlug sie sieben künstliche kleine Höhlen in die Wand eines Steinbruchs. Von jeder Höhle hängt eine Strickleiter herab, so dass man sie zur Kontemplation nutzen kann. Gleichzeitig muss man jedoch darauf achten, nicht herunterzufallen, da die Aushöhlungen recht klein sind. So fühlt man sich in einer dieser Höhlen gleichzeitig geschützt und verunsichert. In ihrer Arbeit The House with the Ocean View (2002) hatte die Künstlerin zwölf Tage und Nächte in der New Yorker Sean Kelly Gallery in drei nach vorne offenen, vom Publikum einsehbaren Räumen verbracht, wobei sie nur Mineralwasser zu sich nahm, aber nicht aß, sprach, schrieb oder las und nicht länger als sieben Stunden täglich schlief und dreimal täglich duschte.
Im Rahmen des Kunstprojekts Salzburg realisierte Marina Abramović 2004 das dritte Projekt, die Kunstinstallation Spirit of Mozart. Zu einer Anordnung von acht vom Publikum nutzbaren Sesseln gesellt sich ein 15 Meter hoher als Sitz für den Geist Mozarts.

### FotogalerieSpirit of Mozart

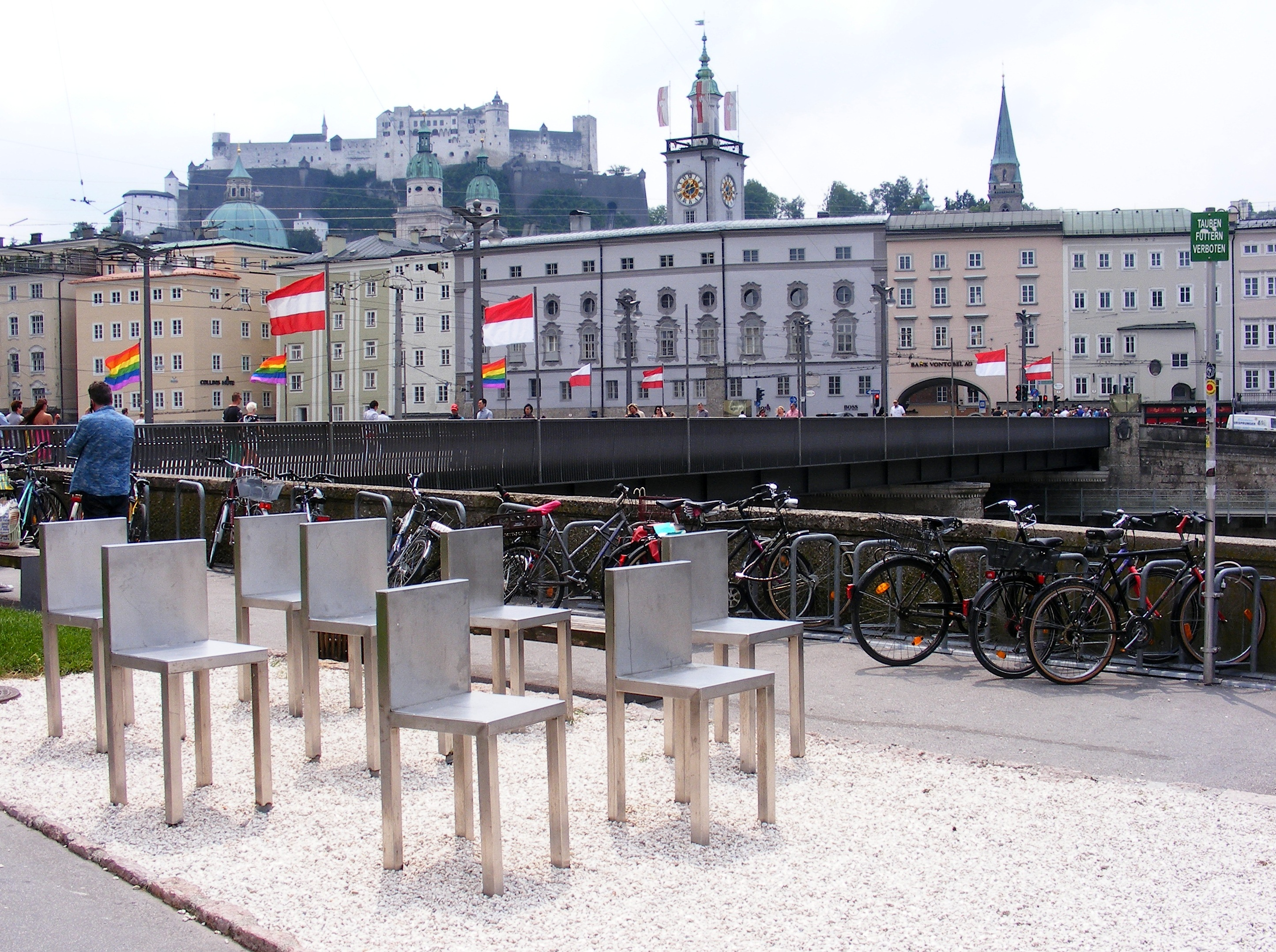
Spirit of Mozart,
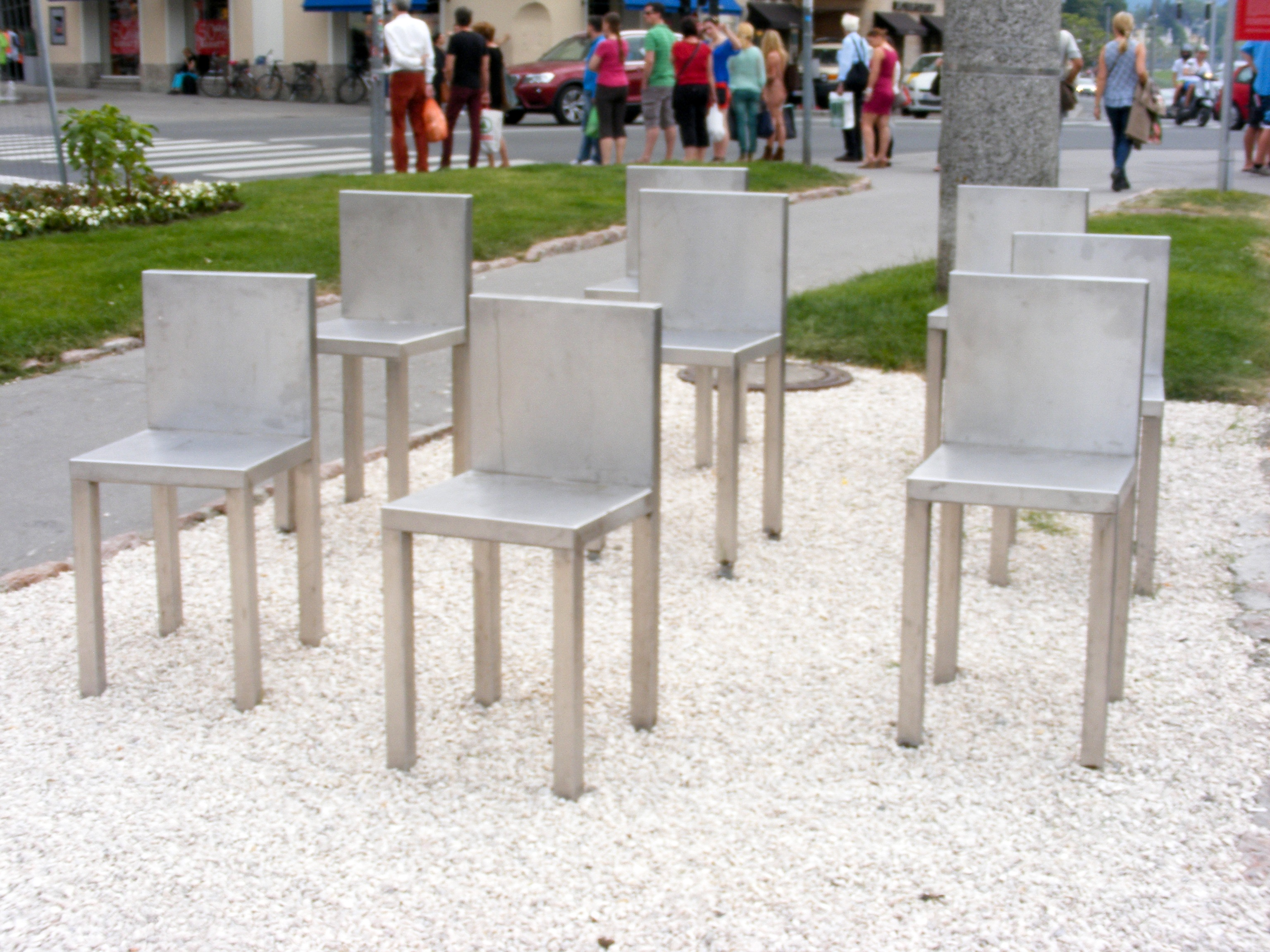
im Rahmen des Kunstprojekts Salzburg,
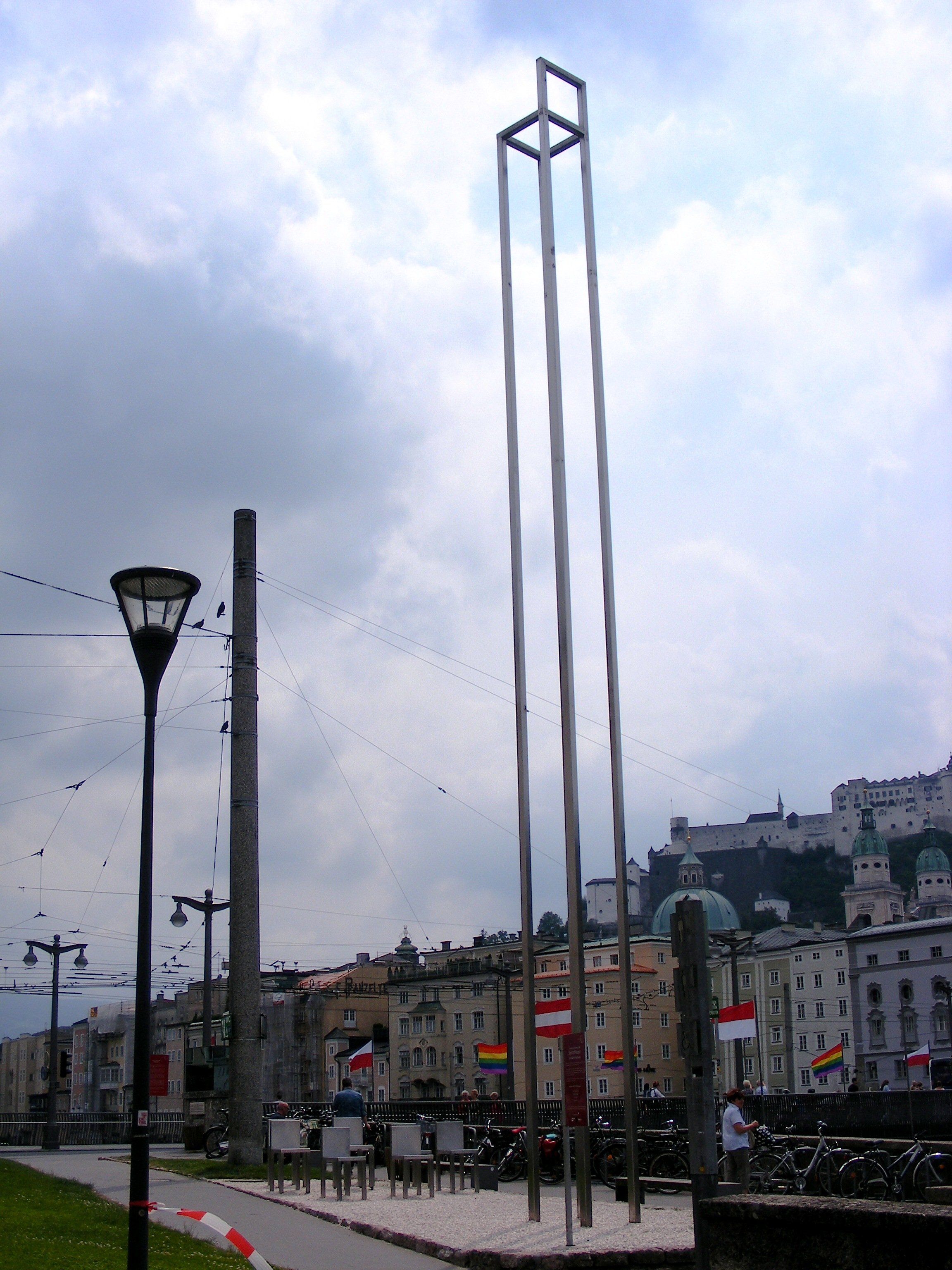
Salzburg 2004

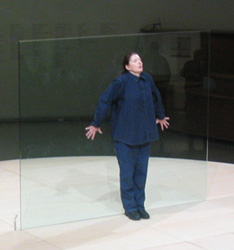
Marina Abramović: Seven Easy Pieces, New York, 2005

2005 inszenierte sie Seven Easy Pieces im New Yorker Solomon R. Guggenheim Museum und stieß damit eine Diskussion um die Wiederaufführbarkeit, den Erhalt kulturellen Wissens und den Schutz der Rechte der Performer als Produzenten an. Entgegen der Grundregel, eine Performance sei an den Körper des Performers gebunden und nicht wiederholbar, müssten sich die Performer mit der Wiederholbarkeit und Wiederaufführbarkeit auseinandersetzen, denn Performance sei ein ephemeres Medium der Produktion und des Austausches von kulturellem Wissen, dessen kulturelle und historische Bedeutung sonst verloren ginge. Eine Stabilisierung der Kunstform sei nötig, um in einer Welt der zunehmenden Digitalisierung und Austauschbarkeit kulturellen Wissens die Rechte der Künstler an ihren Leistungen gegen kommerzielle Ausbeutung und Entstellung durchzusetzen.
Seven Easy Pieces untersucht mit den Fragen der Wiederaufführung auch die des Schutzes der ephemeren Kunstform Performance. Die Arbeit ist eine siebentägige Aufführung sechs historischer, in den 1960er und 1970er Jahren wegweisender Performances und einer eigenen neuen Arbeit:
- Vito Acconci: Seed bed, 1972
- Joseph Beuys: wie man dem toten Hasen die Bilder erklärt, 1965
- Valie Export: Aktionshose, Genitalpanik, 1969
- Bruce Nauman: Body Pressure, 1974
- Gina Pane: The Conditioning, 1973
- Marina Abramović: Lips of Thomas, 1975 (Wiederholung)
- Marina Abramović: Entering the Other Side, 2005 (neue Arbeit)

Im selben Jahr produzierte sie den Kunstfilm Balkan Erotic Epic, der sich mit Sexual- und Fruchtbarkeitsriten auf dem Balkan auseinandersetzt. In verschiedenen Einzelszenen erklärt Abramović verschiedene Riten, abwechselnd mit Szenen, bei denen beispielsweise Frauen ihre Brüste in die Sonne oder ihre Vulva in den Regen halten oder Männer im Freien masturbieren oder den Boden penetrieren.
Vom 14. März bis 31. Mai 2010 zeigte das New Yorker Museum of Modern Art (MoMA) eine von Klaus Biesenbach kuratierte Retrospektive ihrer Arbeiten. Gleichzeitig fand dort ihre Performance The Artist is Present statt, die auf einem Konzept von Klaus Biesenbach basierte. Während der Öffnungszeiten der Ausstellung saß Abramović im Atrium des Museums an einem Tisch und schwieg – ihr gegenüber ein Stuhl, auf dem Besucher Platz nahmen. 850.000 Besucher haben sie gesehen und 1545 saßen ihr direkt gegenüber, unter anderem Klaus Biesenbach, Sharon Stone, Tilda Swinton, Björk, Lady Gaga und ihr früherer Partner Ulay.. Biesenbach brach die Performance acht Minuten vor der geplanten Dauer von 721 Stunden ab und sicherte sich damit Aufmerksamkeit. Die Vorbereitungen zu der Retrospektive und der Performance und die Geschehnisse im MoMA zeigt der 2012 erschienene Dokumentarfilm Marina Abramović: The Artist is Present von Matthew Akers und Jeff Dupre. Zu sehen sind Ausschnitte aus der Performance auch in dem Dokumentarfilm The Future of Art (2010).

### FotogalerieMarina Abramović, The Artist Is Present

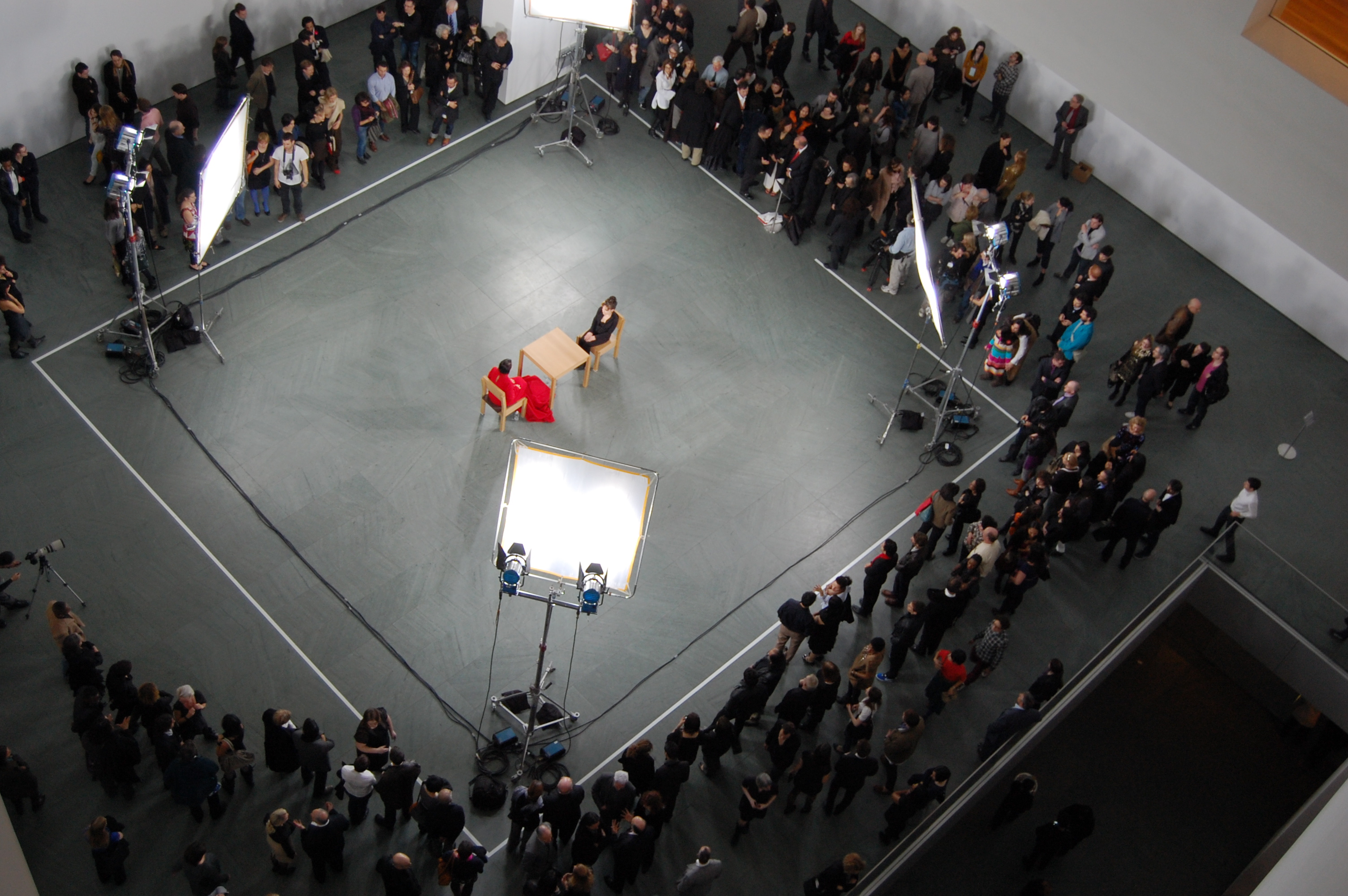
Marina Abramović, The Artist Is Present,
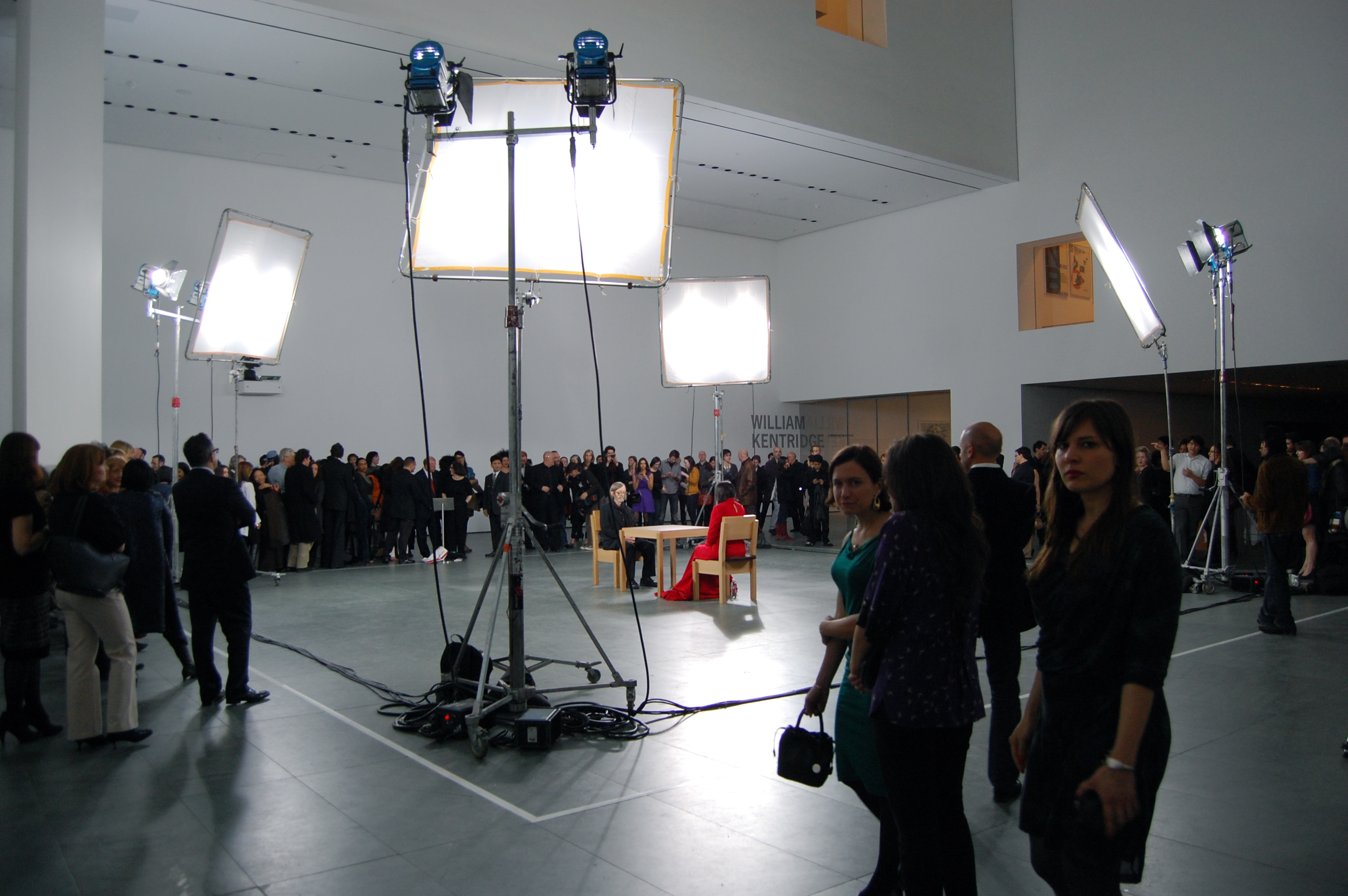
Museum of Modern Art, New York,
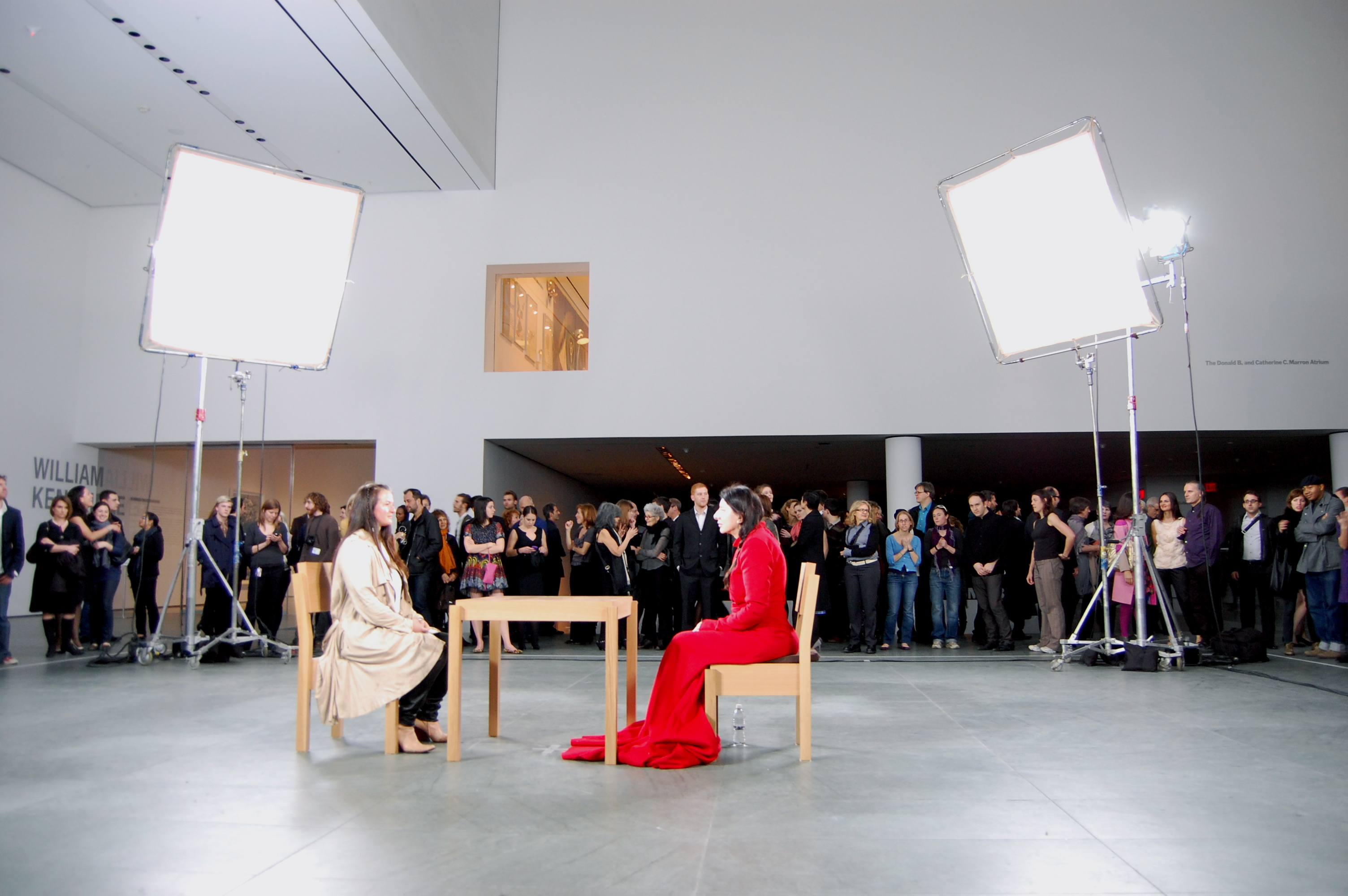
14. März bis 31. Mai 2010

2013 entwarf Abramović das Bühnenbild für eine Neuproduktion des Boléro von Maurice Ravel an der Pariser Opéra Garnier. Die Choreografie schufen Sidi Larbi Cherkaoui und Damien Jalet, die Kostüme der Tänzer entwarf der italienische Modedesigner Riccardo Tisci vom Pariser Modehaus Givenchy. In dem im gleichen Jahr veröffentlichten Musikvideo Picasso Baby des amerikanischen Rapmusikers Jay-Z hat Abramović einen Gastauftritt. Regie bei dem Videoclip, der Inspiration aus der Performance The Artist is Present von Abramović zog, führte Filmemacher Mark Romanek.
Vom 11. Juni bis 25. August 2014 führte Abramović eine Langzeit-Performance mit dem Arbeitstitel 512 Hours in der Londoner Serpentine Gallery durch, bei der sie – wie auch das Publikum – vollständig auf Objekte verzichtete: jeder konnte als Besucher während der Öffnungszeiten hinzustoßen und Zeit mit ihr verbringen, musste zuvor aber Jacke, Tasche und elektronische Geräte abgeben. Täglich veröffentlichte sie eine persönliche Zusammenfassung des Tages in Form eines Videotagebuchs.

„Ich werde eine Art zeitlosen Raum erschaffen, in dem Menschen Stunden an Zeit mit mir verbringen können. (…) Das Museum wird leer sein, keine Kunstwerke nirgendwo. (…) Ich werde diesmal einfach alles weglassen, selbst ein Konzept.“

In Hudson (New York) wurde im Rahmen eines Langzeitprojekts ab 2013 ein 3000 Quadratmeter großes Gebäude vom Office for Metropolitan Architecture des Architekten Rem Koolhaas umgebaut und renoviert, um den Sitz des Marina Abramović Institutes zu bilden.

### Fotogalerie: Inszenierungen

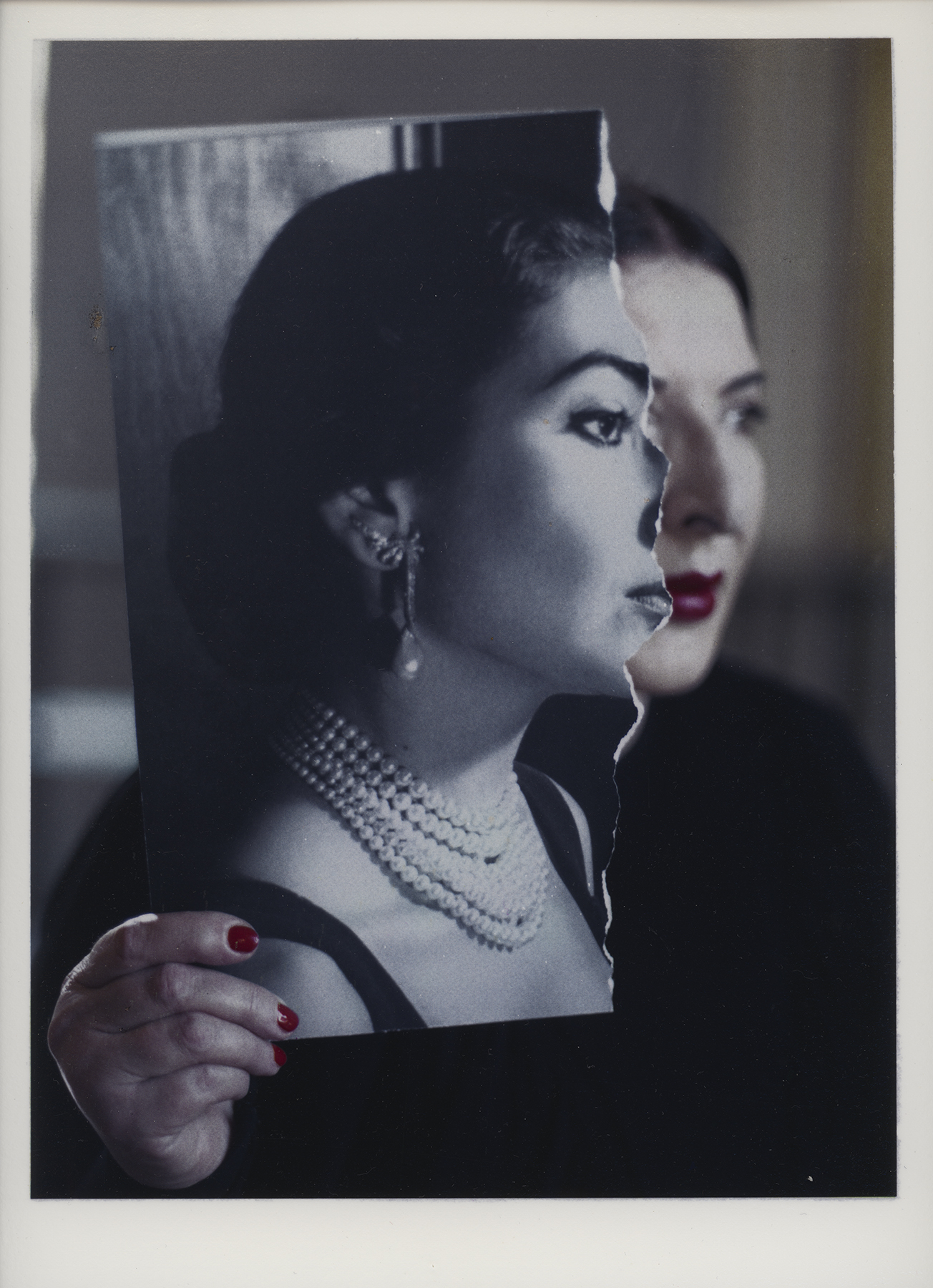
7 Deaths of Maria Callas, München, 2020
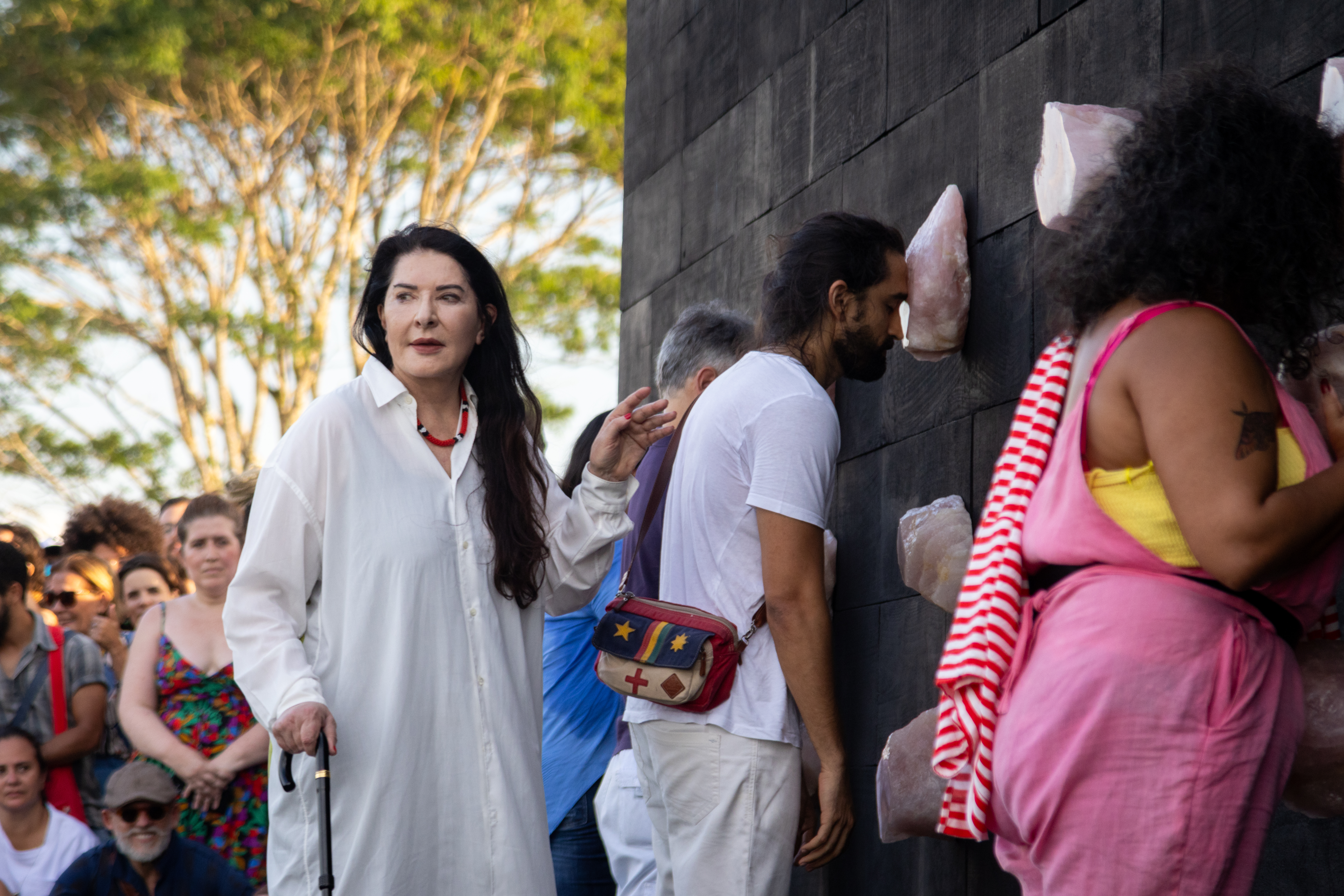
Marina Abramovic, Generator, Usina de Arte, 2023
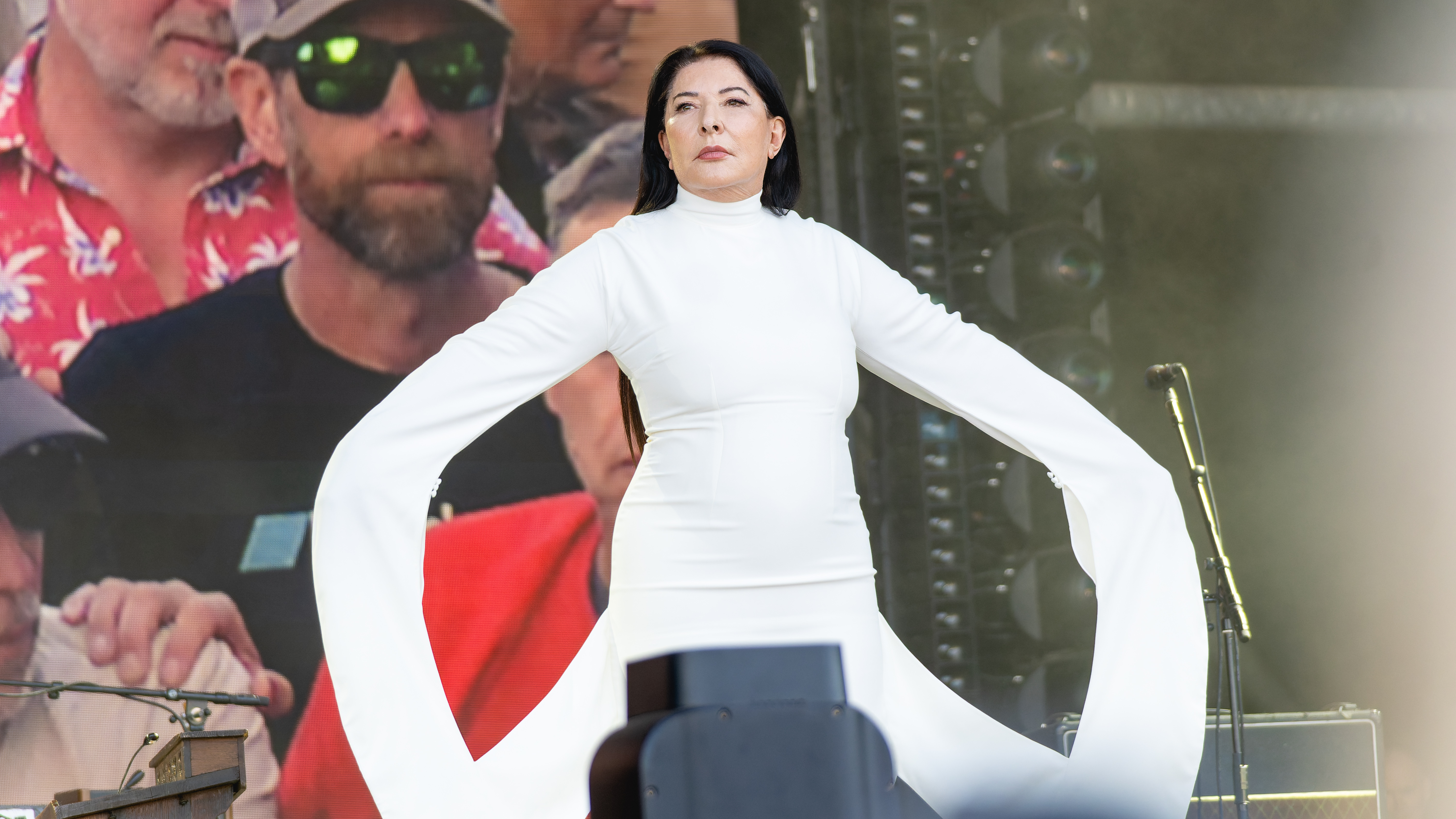
Marina Abramović inszeniert sich am Glastonbury Festival 2024 als lebendes Peace-Zeichen

2020 erarbeitete sie das Opernprojekt 7 Deaths of Maria Callas. Die Uraufführung war am 1. September 2020 im Nationaltheater München.
Am Glastonbury Festival 2024 inszenierte sie sich anlässlich ihres Auftritts als lebendes Peace-Zeichen.

## Retrospektiven
- 2017: Louisiana Museum of Modern Art in Humblebæck bei Kopenhagen, Marina Abramović, The Cleaner. 17. Juni bis 22. Oktober 2017[35]
- 2017: Moderna Museet in Stockholm, große Retrospektive Marina Abramović. The Cleaner. 18. Februar bis 21. Mai 2017.[36]

### Fotogalerie: Im Moderna Museet in Stockholm

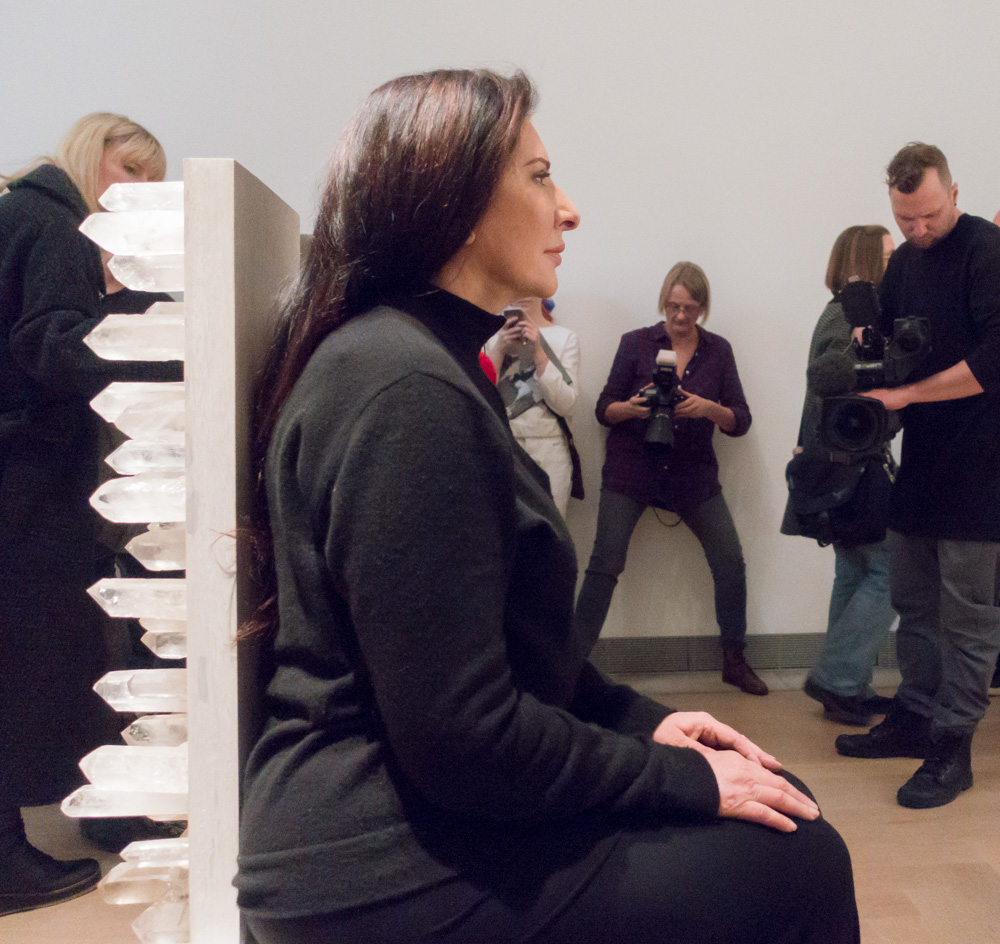
Marina Abramović
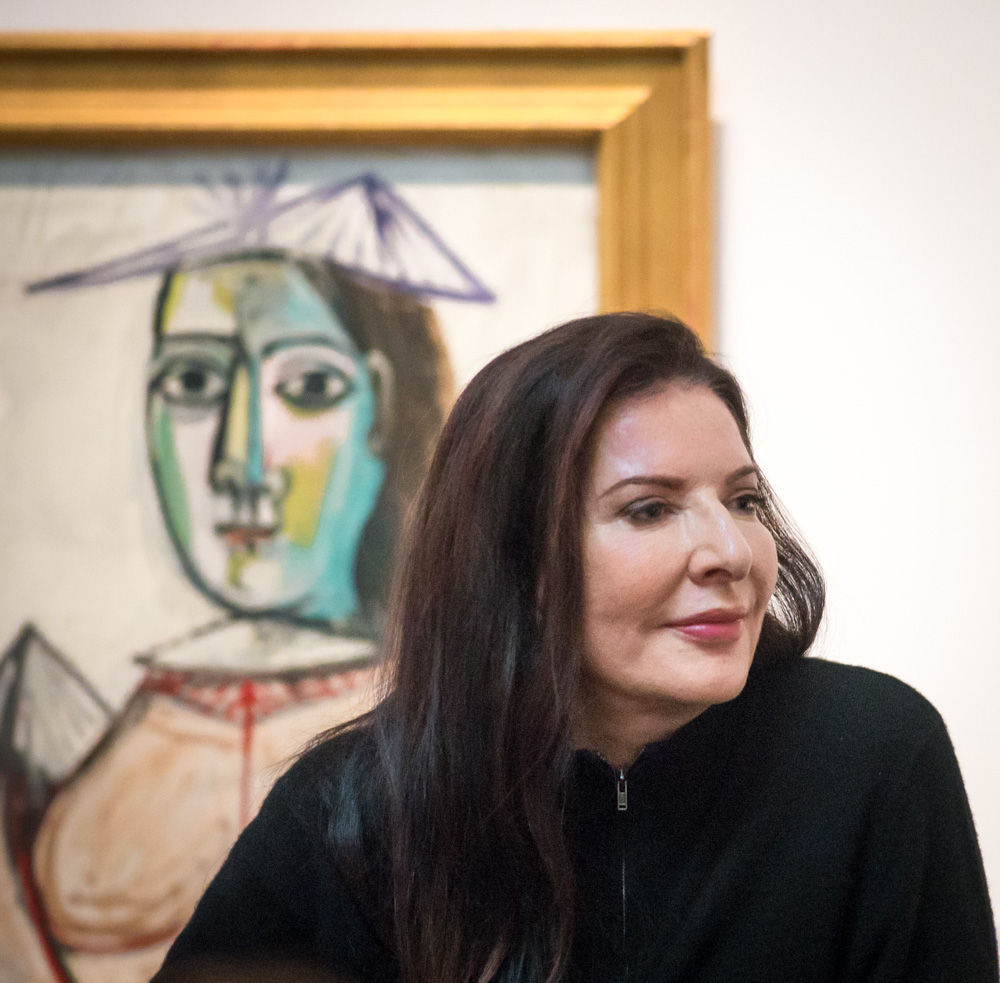
Moderna Museet in Stockholm
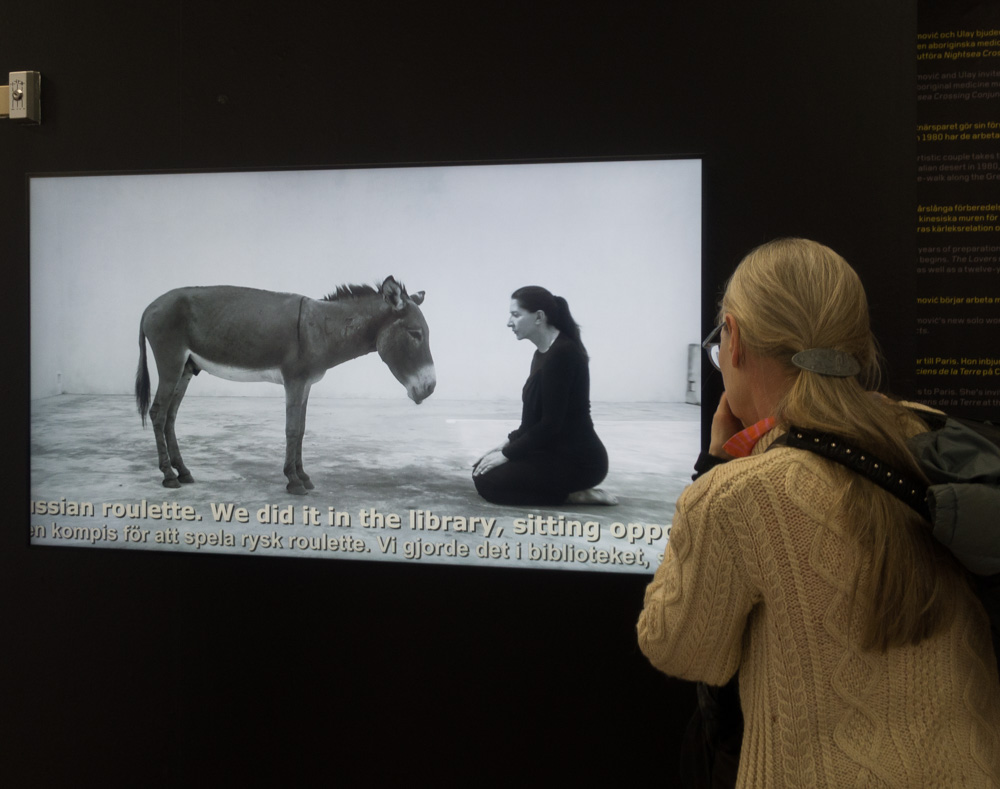
18. Februar bis 21. Mai 2017

- 2018: Kunsthalle Bonn, Retrospektive Marina Abramović – The Cleaner. 20. April bis 12. August 2018.[37]
- 2018 bis 2019: Fondazione Palazzo Strozzi di Firenze, Marina Abramović. The Cleaner. 21. September 2018 bis 20. Januar 2019.[38]
- 2019 bis 2020: Museum für zeitgenössische Kunst in Belgrad, Marina Abramović, The Cleaner. 21. September 2019 bis 20. Januar 2020.[39]
- 2023: Royal Academy of Arts in London, Marina Abramović. 23. September 2023 bis zum 1. Januar 2024.[40]
- 2024: Stedelijk Museum Amsterdam, Marina Abramović. 16. März bis 14. Juli 2024.[41]
- 2024 bis 2025: Kunsthaus Zürich, erste Retrospektive in der Schweiz Marina Abramović, mit Videos, Zeichnungen, Skulpturen und Fotografien. Ikonische Performances wie »Imponderabilia« und »Luminosity« werden von jungen Schauspielerinnen live aufgeführt. 25. Oktober 2024 bis 16. Februar 2025.[42][43][1][44]
- 2025: Kunstforum Wien, Marina Abramović, 2. Oktober 2025 bis am 18. Januar 2026.

## Kontroverse
Ende 2023 begann sie ihre Geschäftstätigkeit im Bereich der Beauty-Produkte unter ihrem Namen. Gemeinsam mit der Ärztin und Alternativmedizinerin Nonna Brenner vermarktet sie Gesichtstropfen, Gesichtslotions und Energietropfen für teures Geld. 199 Pfund kostet die Gesichtslotion, 99 Pfund die Method Drops mit pflanzlichen Tropfen, die angeblich energetisierend, immunisierend und antiallergisch wirken sollen. Kritikerinnen werfen ihr Verrat am Feminismus vor.

## Zitat
„Art can only be done in destructive societies that have to be rebuilt.“

## Auszeichnungen (Auswahl)

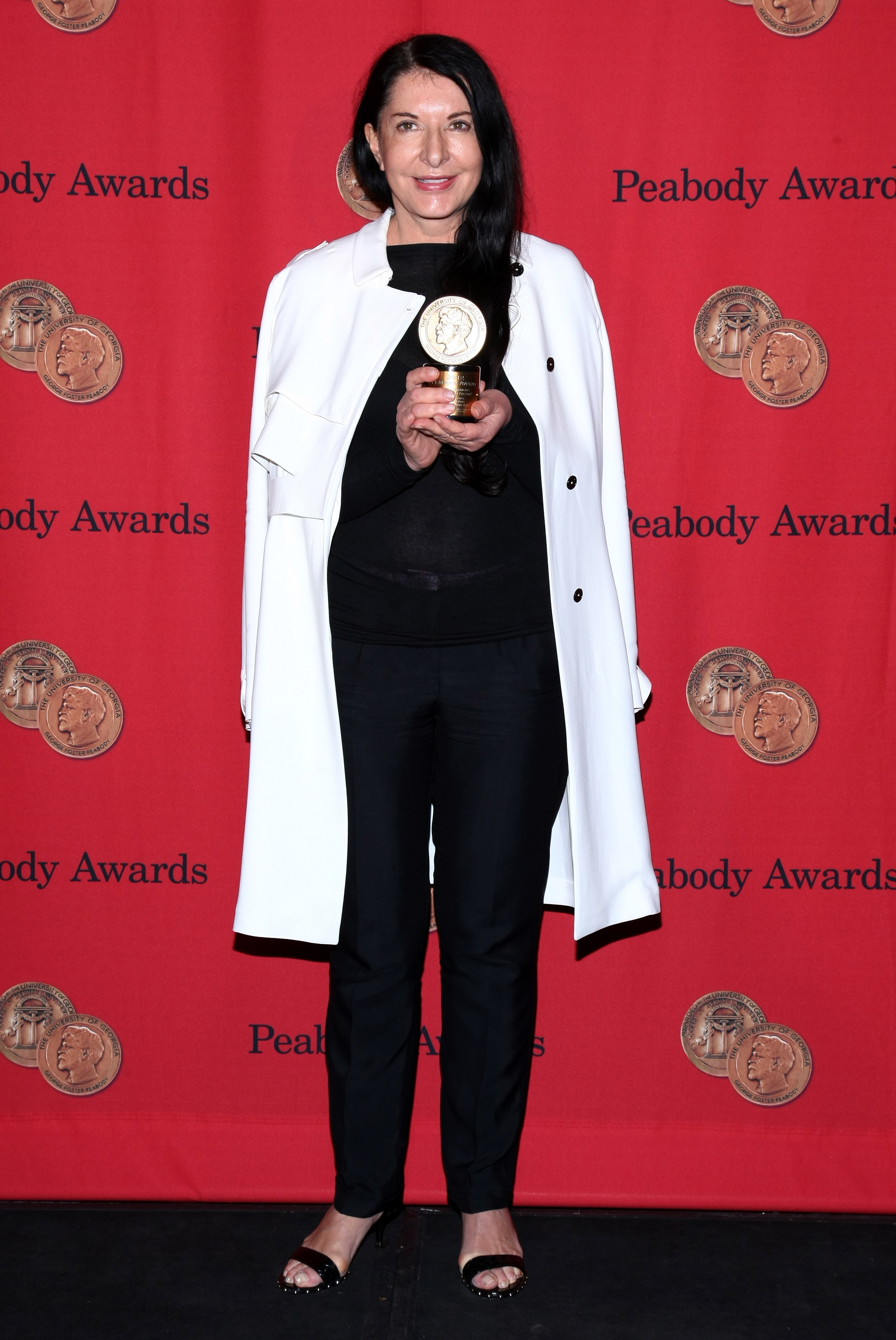
Marina Abramović, 72nd Annual Peabody Awards, 2013

- 1982: ars-viva-Preis zum Thema Videokunst des Kulturkreises der deutschen Wirtschaft im BDI e. V., gemeinsam mit Uwe Laysiepen
- 1997: Goldener Löwe, XLVII Biennale von Venedig
- 2003: Niedersächsischer Kunstpreis
- 2003: Auszeichnung mit dem Bessie Award für The House with the Ocean View
- 2004: Ehrendoktorwürde der School of the Art Institute of Chicago[49]
- 2008: Österreichisches Ehrenzeichen für Wissenschaft und Kunst, verliehen durch Bundespräsident Heinz Fischer
- 2009: Ehrendoktorwürde der Künste, Universität Plymouth, England
- 2011: Cultural Leadership Award, American Federation of Arts (AFA), New York
- 2011: Ehrenmitglied der Royal Academy of Arts (Hon. RA), London[50]
- 2012: 13th July Lifetime Achievement Award von Podgorica, Montenegro, überreicht durch Parlamentspräsident Ranko Krivokapić[51]
- 2012: Berliner Bär – eine Auszeichnung der Tageszeitung BZ Berlin
- 2013: 72nd Annual Peabody Awards
- 2013: Wahl zum National Academician (NA) der National Academy of Design, New York[52]
- 2018: Globart Award
- 2021: Prinzessin-von-Asturien-Preis für Kunst
- 2025: Praemium Imperiale, Kunstpreis der Japan Art Association[53]

## Schriften
- Marina Abramović. Jenes Selbst / Unser Selbst, Hrsg.: Dr. Nicole Fritz und Marina Abramović, Ausstellungskatalog Kunsthalle Tübingen, Köln 2021
- Marina Abramović mit James Kaplan: Durch Mauern gehen. Autobiografie. Luchterhand, München 2016, ISBN 978-3-630-87500-2. (Amerikanische Originalausgabe: Walk Through Walls. Crown Archetype, New York 2016)
- Marina Abramovic / Ulay. Ulay / Marina Abramovic. 3 Performances. Ursula Krinzinger (Hrsg.), Telfs 1978.
- Marina Abramovic. Transitory Objects, Galerie Krinzinger (Hrsg.), Wien 1992. Text: Doris von Drathen, Redaktion: Hannes Millesi, Charlotte Sucher.
- Marina Abramović. Kristine Stiles, Klaus Biesenbach, Chrissie Iles. London, New York, Phaidon 2008, ISBN 978-0-7148-4802-0 (englisch).
- Marina Abramovic. Student Body, Workshops 1979–2003, Performances 1993–2003. Edizioni Charta, Milano 2003, ISBN 88-8158-449-2.
- Marina Abramović. Kunstforum Wien, Zürcher Kunstgesellschaft / Kunsthaus Zürich, Royal Academy of Arts (Hrsg.). Texte von Karen Archey, Roger Bray, B. M. Busse, Adrian Heathfield, Svetlan Racanović, Andrea Tarsia, Mirjam Varadinis, Devin Zuber, Ausstellungskatalog, Hirmer, München 2024, ISBN 978-3-7774-4412-3.

## Audio
- WDR 3 Sendung: Kulturfeature, 21. April 2018: Die sieben Leben der Marina Abramović: Der Körper als Kunstwerk von Nina Hellenkemper, 53:41 Min (Nicht mehr online verfügbar), abgerufen am 2. März 2021, Textversion des Deutschlandfunks

## Blu-ray-Veröffentlichung
- NFP Marketing & Distribution GmbH (Hrsg.): Marina Abramović. The Artist Is Present. Berlin 2013 (106 Minuten, Englisch mit deutschen Untertiteln; Bonus: Deleted Scenes und 44-seitiges Booklet)

## Preise am Kunstmarkt
Im Mai 2015 erzielte ein kompletter Satz von Fotografien „The Complete Performances 1973-1975“ (12 Gelatinesilberabzüge) mit Texttafeln, die die ikonischen Performances der Künstlerin dokumentieren, bei Christie’s 365.000 US-Dollar.